# 麻宮アテナ
麻宮 アテナ（あさみや アテナ、Athena Asamiya）は、SNK（SNKプレイモア）のシューティングゲーム『サイコソルジャー』および対戦型格闘ゲーム『ザ・キング・オブ・ファイターズ』シリーズなどに登場する架空の人物。

## キャラクター設定
サイコソルジャー
初出は1987年にSNKからリリースされたアーケードゲーム『サイコソルジャー』で、主人公（1Pキャラクター）として登場した。
16歳のごく普通の女子高生だが、先天的に超能力を生まれ持っており、世界を破滅をにおいやった魔性の怪物・屍愚魔を倒すべく、太古の予言に残された光の戦士の一人として、相方（2Pキャラクター）の椎拳崇と共に戦う。超能力はまだ不完全だが、歌を歌いながら戦うことで持ち前の力がより高まるという不思議な特性を持ち、変身能力で火の鳥に姿を変えることもできる。
『サイコソルジャー』の前年に発表された『アテナ』の主人公・アテナ姫は彼女の先祖にあたり、彼女の超能力は先祖であるアテナ姫の能力を引き継いだものである。
この作品においては、初代アテナ姫のキャラターデザインを引き継いだ容姿をしており、アテナ姫に似た髪形のロングヘアーとカチューシャ（アテナは星型の飾り付き）という意匠が共通している。一方で、服装は青いセーラー服、髪の色はやや色の濃いピンク色という違いがある他、アテナ姫やKOF以降のデザインに比べ、体型はディフォルメ気味でややふくよか。
KOF以降は写実的に描かれており、頭身が上がり体型が細身になり、セーラー服以外の服装がメインになったため雰囲気が大きく異なるが、特徴であるロングヘアーとワンポイント付きのカチューシャは変わらずに引き継がれている（髪型はオリジナルと異なりストレートヘアで、ロング以外の髪型になった作品がいくつかある）。
『ザ・キング・オブ・ファイターズ』（以下『KOF』と表記）シリーズでは、『KOF XII』（以下『XII』と表記）および『KOF XIII』（以下『XIII』と表記）において、髪型と髪の色、コスチュームやキャラクターの体型も含め、本作に近いデザインに回帰している。
THE KING OF FIGHTERSシリーズ
第一作である『KOF'94』（以下『'94』と表記）より登場。『サイコソルジャー』での設定の根幹を引き継ぎ、超能力を生まれ持った女子高生として登場する。正義のために戦うサイコソルジャーであり、超能力と八極拳を中心とした中国拳法を使用する。拳法の師匠は鎮元斎。超能力はしばしば「サイコパワー」と呼ばれ、彼女の持つ超能力を端的に言うと『エスパー魔美』のような超能力であるとのこと。サイコソルジャーチームはルガールいわく、KOF参加チームの中で唯一「私利私欲のために戦っていない」最も嫌いなタイプのチーム。『KOF』の女性キャラクターの中では関連作品全てに登場している唯一の皆勤キャラクターである。
性格は明朗快活で真面目な努力家。他人を思いやる優しさと逆境に負けない芯の強さを持っているが、その一方では泣き虫な一面もある。他人に対する態度も常に礼儀正しく、悪人や年少者以外には敬語を使って話し、他人を呼び捨てにすることもほとんどない。しかし『KOF'95』（以下『'95』と表記）ではオメガ・ルガールを「あなたを必要とする人間なんていない」と言い切るなど、邪悪な人間に対しては毅然とした態度で存在や言動を真っ向から否定しており、正義感は非常に強い。長年声を担当している池澤春菜は“乱暴になったりしない”“常に一生懸命”というキャラクター性を守ることを意識しているという。
チームメイトであり、同じサイコソルジャーである椎拳崇に恋心を寄せられている。アテナ本人は「好意は抱いているが愛情には至っていない」（『'94』設定）ということだったり、「友達以上恋人未満」（『MI2』設定）であったりと、友人以上の感情は持っているものの、目立った進展はなく、微妙な関係が続いている。当初は拳崇からの好意にも気付いていないようだったが、『KOF2000』（以下『2000』と表記）で告白されたことを機に、さすがに現在は気付いているらしい（ただし決して公には語っていない）。
正義のために超能力で戦うサイコソルジャーという肩書きの他、『KOF'96』（以下『'96』と表記）からはアイドル歌手という設定が加わり、ステージや戦闘中の演出でもアイドルらしさが前面に押し出されるようになった。
「バンド・オブ・ファイターズ」ではボーカルを担当。
彼女は年齢が17歳（'94）→18歳（'95〜）と推移しても学生服を着用しているが、誕生日が3月14日の彼女が夏に開催されるKOFで18歳ならばすでに高校を卒業しているはずである。これに対してSNKは『ネオジオフリーク』誌上や公式ガイドブックで「（満年齢ではなく）その年度でなる年齢を記載している」と述べている。
声優は『KOF'98』（以下『'98』と表記）までは毎回変わっていた。『'98』から担当している池澤は当初は『'98』の1作品だけの予定だったが、しかし池澤が本職の声優であった事から、当時のSNKのスタッフから「次回作以降もお願いできませんか？」と言われ、池澤本人も「はい、お願いします。」という事で了承された。（後述）
『KOF2003』（以下『2003』と表記）を除いては「サイコソルジャーチーム」として登場したが、『2003』では、四条雛子とまりんと組んで「女子高生チーム」として登場（これより前、『KOF'95』や『2000』などで女性格闘家チームに対する勝利画面メッセージで「私も（女性格闘家チームに）入れてほしいなぁ〜」という発言があった）。『KOF XI』（以下『XI』と表記）では修行を終えた椎拳崇と新メンバーの桃子を加え、再び「サイコソルジャーチーム」として参加している。
『KOF MAXIMUM IMPACT』（以下『MI』と表記）シリーズでは、ミニョン・ベアールに一方的なライバル視をされている。『MI2』のキャッチコピーは「永遠のサイキックアイドル」。
『THE KING OF FIGHTERS '99 EVOLUTION』ではエキストラストライカーとしてジャスティスストライカーと、性能や外見が異なるダークストライカーのアテナが登場する。ダークストライカー版の「ダークアテナ」はいわゆる顔黒コギャルのような外見をしている。またネオジオポケット用ゲーム『THE KING OF FIGHTERS バトルDEパラダイス』ではプレイヤーキャラクターとして登場。選択により通常のアテナから性格が変化し、意地悪で言葉づかいや目付きも悪くなっている。アテナはからかいの対象であり、彼女を嫌っているわけではない。
新声社の『ギャルズアイランドSPECIAL』では好きな女性キャラ2位、次の『ギャルズアイランド5』の人気投票では11位にランクインしている。なおギャルズアイランド5では「嫌いな女性キャラ1位」にもなっている。
原作ではアテナの超能力は先祖のアテナ姫から受け継いだものであるが、アテナ姫自身は『2000』におけるアテナのアナザーストライカーとしてゲスト的に出演したのみでストーリーには絡まず、『KOF』の他シリーズへの客演も一切ないため、『KOF』におけるアテナの超能力のルーツに関する言及やキャラクター同士の絡みなどが描かれたことはない。
ATHENA 〜Awakening from the ordinary life〜
私立清嶺学園1年A組に通う普通の女子高生。生年月日は2002年3月14日となっている。古代種人類の遺伝子配列と酷似しているために超能力を使うことができる。椎拳崇も同様である。
『KOF』シリーズと異なりアテナと拳崇は高校1年生の16歳で同級生という設定である。ノベライズ版は『アテナ 選ばれし少女』というタイトルで（著者：じょうもん弥生）上下巻がファミ通文庫から発売されている。
ゲーム版発売前年の1998年には深夜ドラマ『ATHENA -アテナ-』が製作されており、石橋けいがアテナを演じた。世界観やストーリーのベースはゲーム版と共通しているが、ドラマ版には拳崇が登場しないなど、設定の細部は異なっている。

## コスチューム
『KOF』シリーズでは、衣装替えが名物となっている。詳しくは下に記す。
- 衣装は毎回変わる。初期の作品では中国拳法を扱うという設定上、拳法着をモチーフにした衣装であった。『'94』は長袖に長ズボン[注 4]、『'95』は『'94』の服を半袖にしたもの、『'96』は半袖にキュロットスカート[注 5]。『KOF'97』（以下『'97』と表記）はベストにちょうちん袖の服でミニスカート+タイツ、『'98』はチャイナ服風半袖服にスパッツ、『KOF'99』（以下『'99』と表記）はセーラーカラーのへそが見える丈の長袖服にホットパンツ、『2000』はスリットの入ったワンピースに半袖半ズボン、『KOF2001』（以下『2001』と表記）はノースリーブの服にスパッツ、『KOF2002』（以下『2002』と表記）は半袖へそ出しの上着にミニスカート+スパッツ、『2003』はアイドル風コスチューム。『XI』では夏服セーラー服（+スパッツ）で戦うことに。『XII』では黒い冬服セーラーにピンク色のロングヘアー、ぽっちゃりとした体型など、『サイコソルジャー』のものに回帰している。『XIII』では『XII』とほぼ同じだが白い冬服のセーラーとなっている。
- 『KOF XIV』（以下『XIV』と表記）ではセーラー服をアレンジしたようなアイドルチックな衣装にニーソックスを組み合わせた衣装。ミニスカートの中にはブルマーを着用している。
- 『KOF XV』（以下『XV』と表記）では赤いチャイナ服に白いショートパンツを着用している。
- ネオジオポケット作品の『KOF R-1』では『'97』、続編の『KOF R-2』では『'98』のコスチュームを採用。『SNK GALS' FIGHTERS』では『'99』のコスチュームとなっている。シューティングゲーム『KOF SKY STAGE』では『XI』のような半袖セーラー服を着ている。
- 『MI』シリーズでは、初代は『'98』の衣装、『2』および『Regulation "A"』ではスリットの入ったチャイナ風ワンピースに半ズボン、両作品のアナザーモデル（2P衣装）ではベストに長袖ブラウス、ネクタイ、スカートの制服風衣装（『2』では眼鏡とリュック）。
- 『'98』、『2002』、『XI』などミニスカートのコスチュームの際には中にスパッツを着用していることが多い。またスパッツだけではなく『NEOGEO CD SPECIAL』では体操服にブルマー姿になっており、日常的にスカートの中にはブルマーを履いているという設定である[9]。『MI2』の一部コスチュームではミニスカートの中に着用している。『XII』、『XIII』では非常に短い丈のスカートを履いている。『KOF SKY STAGE』では半袖セーラー服にミニスカートで登場している。
- 東京ゲームショウ2006のSNKプレイモアブースではステージイベントとしてファンサイトとのコラボレーションによるアテナコスチュームコンテストが開催された。ファンから投稿されたオリジナルコスチュームを着用したイラストを元に声優の池澤春菜が審査を行った。大賞は赤いセーラー服とミニスカートにニーソックス、中にはパンチラ防止用に紺のスクール水着というコスチュームが選出された。選出のポイントは「お腹や下着が見えないように気を使っている」（池澤春菜談）という点。佳作には新体操用のピンクのレオタードにラインが入った紺のブルマーを上から穿き、Tシャツを着たスポーティーな格好、またチャイナ服にスパッツ、ミニスカートを組み合わせたものが選ばれた。池澤はアテナのコスチュームに関して「アテナは清純派なので下着とか見えないようにすごく気を使っているんです。ハートとかで胸元が空いていたり、おへそが見えたりするのはちょっと…。だから普段でもちゃんとミニスカートの中にはブルマを穿いていたり、コスチュームの時はスパッツだったりするんです。でもアイドルなのでちょっとしたチラリズムはあってもいいかな」と語っている。
- 髪型は基本は紫色のロングヘアー。『'99』では「拳崇の超能力が戻るように」という願掛けで髪を切った[10]ためボブカットとなり、『2000』では少し髪が伸びたとのことからシニヨンとなったが、『2001』ではベリーショートとなった。『2002』以降は再びロングヘアーに戻っているが、『XII』『XIII』は『サイコソルジャー』と同様に髪の色がピンクに近い色になっている。『XIV』では従来作のように紫色のストレートロングに戻った。また、トレードマークとして常に星飾りが付いたカチューシャを着用（『2003』のみハート）。なお、『SNK GALS' FIGHTERS』ではショートカットがファンから不評だったのをネタにしている。
- 対戦前デモではセーラー服（作品によってはブレザー制服だったり、ステージ衣裳だったりもする）姿から、通常の衣装に着替えることが多い（方法は脱ぎ捨てる・超能力で早着替えなど）。
- 一部の超必殺技の演出でも衣装が変わることがある。詳しくは#超必殺技を参照。

### カプコンとのクロスオーバー
カプコンとのコラボ作品のうち、『頂上決戦 最強ファイターズ SNK VS. CAPCOM』（以下『最強ファイターズ』と表記）と『CAPCOM VS. SNK 2 MILLIONAIRE FIGHTING 2001』（以下『CAPCOM VS. SNK 2』と表記）に出場した。前者では半袖セーラー服で登場し、後者では『KOF'95』時の衣装で登場した。
『最強ファイターズ』で草薙京とタッグを組むとタッグ名が「りゅうねんタッグ」となるが、カプコン側の春日野さくらを加えると「がくせいチーム」となる。また『CAPCOM VS. SNK 2』ではアテナとさくらの対戦前に、さくらと同じセーラー服をアテナが着て登場するデモシーンがある。『最強ファイターズ』では夏服セーラーの中にはスクール水着を着用している。
カプコンの悪役キャラクター・ベガも「サイコパワー」を使うが、力の方向性は正反対である。アテナとベガのサイコパワーの違いに関しては不明だが、『最強ファイターズ』ではアテナのエンディングで「同じ力」となっている。また、『CAPCOM VS. SNK 2』ではガイルやマイク・バイソンなど、ベガと関係のある『ストリートファイターII』のキャラクターの一部はアテナを警戒している。

## ボーカル曲一覧
- サイコソルジャー 歌 清水香織
- 傷だらけのBlue Moon 歌 清水香織
- サイコソルジャー“K・O・F Version” 歌 福井玲子
- MY LOVE 〜勇気を出して〜 歌 長崎萠
- サイコソルジャーREMIX'96 歌 さとう珠緒
- 恋を待ちきれない 歌 さとう珠緒
- サイコソルジャーREMIX'97 歌 栗栖ゆきな
- PRESENT-HOLIDAY 歌 池澤春菜
- Open your eyes 歌 池澤春菜
- HEAVY BABY'S III 歌 生駒治美 / 池澤春菜 / 金月真美 / 氷上恭子
- 傷だらけのBlue Moon 歌 池澤春菜
- サイコ・ソルジャーのテーマ（大乱闘スマッシュブラザーズ SPECIAL アレンジ） 歌：小寺可南子

## 関連商品

### フィギュア
- アクティブスタイリングフィギュア 『KOF'97』版コスチュームの可動フィギュア。コトブキヤより発売。
- 1/8フィギュア 『KOF'98』版コスチュームのレジンキャスト製キット。ムサシヤより発売。
- 1/7フィギュア 『KOF'98』版コスチュームのポリストーン製塗装済み完成品。エポック社より発売。レジンキャスト製キットも発売されている。
- 1/8フィギュア 『KOF'99 EVOLUTION』版セーラー服のポリストーン製塗装済み完成品。エポック社より発売。レジンキャスト製キットも発売されている。
- 1/8フィギュア 『KOF2000』版コスチュームのポリストーン製塗装済み完成品。エポック社より発売。レジンキャスト製キットも発売されている。
- 1/6フィギュア 『KOFMaximumImpact2』版コスチュームのレジンキャスト製キット。ダイキ工業より発売。
- ピンキーストリート GSIクレオスより発売。『KOF98』のコスチュームで立体化。不知火舞との2体セット。2Pカラー版は抽選プレゼント景品やイベント参加の記念品として配布。

### ミニフィギュア
- カプセルトイ 『SNK VS CAPCOM』版セーラー服の塗装済み完成品。ユージンより発売。
- カプセルトイ 『KOF2003』版コスチュームの塗装済み完成品。ユージンより発売。
- カプセルトイ 『KOF MAXIMUM IMPACT2』版コスチュームの塗装済み完成品。ユージンより発売。
- トレーディングフィギュア 『KOFビーチバレー』版コスチュームのビキニ姿の塗装済み完成品。メガハウスより発売。

### プライズ
セガより『KOF'95』版の塗装済みフィギュア、バンプレストより『KOF'99』版のSDフィギュア、またSNKもミニキーホルダーなどで『KOF'96』版、『KOF'97』版などのプライズ景品を発売していた。

## 技の解説

### 通常技
技名が公表されている『'94』～『'96』の名称のみ記載。
| 操作                                      | 立ち（近距離）                          | 立ち（遠距離）                          | しゃがみ | 垂直ジャンプ                        | 前方ジャンプ                          | 後方ジャンプ                          |
| ----------------------------------------- | --------------------------------------- | --------------------------------------- | -------- | ----------------------------------- | ------------------------------------- | ------------------------------------- |
| 弱パンチ                                  | 外門頂肘                                | 川掌                                    | 地掌撃   | 落按襲                              | 『'95』以前：落按襲 『'96』：白蛇吐信 | 『'95』以前：落按襲 『'96』：白蛇吐信 |
| 強パンチ                                  | 裡門頂肘                                | 沖捶                                    | 双撞破   | 弾穿破                              | 『'95』以前：翔掃撃 『'96』：弾穿破   | 『'95』以前：翔掃撃 『'96』：弾穿破   |
| 弱キック                                  | 側腿                                    | 『'95』以前：側腿 『'96』：流擂牙       | 掃爪腿   | 『'95』以前：騰鷹蹴 『'96』：迫塵牙 | 騰鷹蹴                                | 騰鷹蹴                                |
| 強キック                                  | 『'95』以前：連環腿 『'96』：弾控牙     | 後旋蹴腿                                | 旋鵬蹴   | 飛擂脚                              | 風崩蹴                                | 風崩蹴                                |
| 攻撃避け                                  | フェニックスイフリート                  | フェニックスイフリート                  | -        | -                                   | -                                     | -                                     |
| 『'94』：避け攻撃 『'95』：カウンター攻撃 | 鳳旋襲                                  | 鳳旋襲                                  | -        | -                                   | -                                     | -                                     |
| ふっ飛ばし攻撃                            | 『'95』以前：沖烈砲 『'96』：地鳳双烈砲 | 『'95』以前：沖烈砲 『'96』：地鳳双烈砲 | -        | 天鳳双烈脚                          | 天鳳双烈脚                            | 天鳳双烈脚                            |
| ダッシュ                                  | 前極走                                  | 前極走                                  | -        | -                                   | -                                     | -                                     |
| バックステップ                            | 後極走                                  | 後極走                                  | -        | -                                   | -                                     | -                                     |

### 通常投げ
ビットスルー
その場で相手を超能力で持ち上げて、叩き付ける。
サイキックスルー
超能力で相手を掴んで、放り投げる。
サイキックシュート
空中投げ。『'96』で追加された。空中で相手を掴んで一回転し、相手の方向感覚を麻痺させた状態で、地面に投げ付ける技。
サイキックアタック
『XIII』で追加された。相手を掴んでから斜め頭上にテレポートして、相手を踏み付けるような蹴りで地面に叩き付ける。

### 特殊技
フェニックスボム
空中からのヒップアタック。
連環腿
左右の足で交互に蹴り上げる。

### 必殺技
サイコボールアタック
超能力のエネルギー弾を発射する。
『サイコソルジャー』では本来基本攻撃ではなく防御用ビットを飛ばす必殺攻撃である（『KOF』での「クリスタルシュート」にあたる攻撃。なお、基本攻撃は「サイコビーム」）。
サイコソード
『サイコソルジャー』では名前通り、超能力で作った剣で攻撃する（ゲーム上ではアイテム扱い）。
『KOF』では『'95』からの技で、エネルギーを纏った手を突き上げながら飛び上がる。空中からも出せる。無敵時間が短く、対空や割り込みには使えない。連続技用。
フェニックスアロー
空中から身体を丸めて回転体当たりする。強で出すと着地後に地面に手をつきながら蹴りを繰り出す。『'96』から回転体当たり中はエネルギーを纏うようになった。
サイコリフレクター
飛び道具を跳ね返す橙色で楕円形のバリアを出す。ルガールはこの技を見切って「ダークバリヤー」として使用するが、色は灰色（作品によっては緑色）。
ν（ニュー）サイコリフレクター
『'96』からの技。ヒット数の多い球状のバリアを出す。設定上は、形成したフィールドの周囲を「サイコボール」で覆うことによって、反射能力と攻撃能力をアップしている。ただし両手を振り上げる動作があるため、通常の「サイコリフレクター」に比べると発生は遅め。
サイキックテレポート
『'96』からの技。名前こそテレポートだが、高速移動系の技。『XI』では空中からも出せるようになった。
スーパーサイキックスルー
『'97』からの技。相手を念動力で捕まえて高く浮かせるコマンド投げ。
サイコシュート
『'99』と『2000』でのみの技。相手にヒットすると浮かせになるエネルギー弾を放つ。
サイキックテレポート・フェイク
『KOF2002 UNLIMITED MATCH』の技。「サイキックテレポート」のフェイント版で、分身のみが前方へ移動する。

### 超必殺技
シャイニングクリスタルビット
『サイコソルジャー』における「サイコボール」を再現した技（主人公の周囲に常に4つのビットが浮き回転する。攻防を兼ねた技）。
『KOF』シリーズではその場で集中し、名前の通り水晶玉のようなエネルギー球を作り出して自分の周囲で飛び回らせる技。『'96』以降は空中でも出せる。
『'94』『'95』では3つの水晶玉がくっついたようなエネルギー球で、『'94』では小さいものの、『'95』ではかなり大きくなっている。『'96』以降は大き目な1つのエネルギー球になっている。
一部の作品ではMAX版で出すとランダムでビキニ姿になる演出がある。また『キング・オブ・ファイターズ R-2』ではビキニ、体操服ブルマ、スクール水着の三種類にコスチュームが変化する。
クリスタルシュート
『'95』からの技。「シャイニングクリスタルビット」からの派生技で、人差し指を高く掲げて周囲のエネルギー球を集め、指先にピンク色の大きなエネルギー球を作り上げた後、指先を相手へ向けて強力なエネルギー球を発射する。ボタンを押し続ける事により、一定時間指先にエネルギー球を溜めたままにする事ができ、発射のタイミングを調節できる。発射前の指先のエネルギー球にも当たり判定が存在し、相手に密着した状態やジャンプで飛び越そうとした相手などにHITする。発射されたエネルギー球は通常の飛び道具には相殺されず貫通するが、同じ「クリスタルシュート」など超必殺技の強力な飛び道具には相殺される。
『熱闘'96』では隠し技として「シャイニングクリスタルビット」を発生中に十字キーをガチャ入れするとビットがどんどん大きくなる。ただし同作品のみ仕様で弱パンチなどで跳ね返されてしまうことがある。
『XIV』では単体技として「シャイニングクリスタルビット」から分離された。

フェニックスファングアロー
『'97』からの技。「フェニックスアロー」を繰り出し、着地後にテレポートして元の位置に戻るのを何度も繰り返して攻撃する。
元祖！炎の剣
『最強ファイターズ』の隠し超必殺技（Lv2専用）。巨大な炎の剣を発生させ、頭上に構えてから振り下ろす。この時ビキニ姿になる。元ネタは『アテナ』の武器。
マジカルテンプテーション
『SNK GALS' FIGHTERS』の超必殺技。一撃ごとに衣装を変えながら連続攻撃する乱舞技で、フィニッシュはランダムで3パターンに変化する。後の「サイキック9」や「サイキック10」と同系統の技だが、追加入力は必要ない。
サイキック9
『2001』のMAX超必殺技。ゲーム的には突進後に追加入力で次々と打撃を与えていく乱舞技だが、一撃ごとに過去の衣装に変わっていく。フィニッシュは3パターンあり、その時の衣装はそれぞれアーマー・ビキニ・セーラー服。
サイコメドレー
『2002』のMAX2。「サイキック9」と同様の技で、フィニッシュが「サイキック9」の3種を全部こなした上で自分の体力を回復する「ヒーリング」と相手を3人で攻撃する「桃色固め」の2パターンを選択できる。「ヒーリング」ではアラビアンなドレス、「桃色固め」ではカウボーイハットにへそ出しのショートパンツ姿になる。
サイキック10
『2003』のリーダー超必殺技。「サイキック9」のバージョンアップ版だが、ボタンを追加入力する必要はない。フィニッシュにはセーラー服・ビキニ・鎧に身を包んだ姿の3種類。もしくはその3種類全てをヒットさせた後、白いドレス姿でヒーリング（体力回復）か対戦前デモで登場する少女2人を呼んで3人でサイコボンバーを放つMAXバージョンがある。
スーパーフェニックスインフィニティー
『XI』でのリーダー超必殺技。フェニックスを象ったピンク色のエネルギーを纏い上昇して画面外に消え、画面斜め上から急降下して飛び込んでくる。急降下攻撃はガード不能。空中でも出すことができる。
ガーディアンクリスタル
『MI』シリーズ（2以降）で使用できる超必殺技。両手にエネルギー球を纏わせる。
ヒーリングアテナ
『MI』シリーズ（2以降）で使用できる超必殺技。空中に浮かんで自分の体力を回復する。
サイコボール・レボリューション
『'98 ULTMATE MATCH』で追加された超必殺技。ゆっくりと飛んでいく「サイコボールアタック」の強化版。
サイコメドレー13
『XIII』で追加されたNEO MAX。『'94』から『XIII』までの13の衣裳に着替えつつ五芒星を描きながら連続攻撃を行い、最後に空中で召喚した6体の分身を相手に向かって放つ。なお、最後の分身は金の鎧を纏った『アテナ』での姿を象っている。
アテナエクスプロージョン
『XIV』で追加されたCLIMAX超必殺技。「サイコソード」で相手を浮かしてから、「サイコテレポート」で相手の頭上に現れて、両足で相手を踏み付けて地面にダウンさせた所に、特大の「サイコボール」を地上の相手に投げ付ける。

## 登場作品
- サイコソルジャー
- ゴッド・スレイヤー はるか天空のソナタ（アシーネとして）
- NEOGEO CD SPECIAL
- THE KING OF FIGHTERSシリーズ全て
  - KOF SKY STAGE
  - ザ・キング・オブ・ファイターズ 京
  - THE KING OF FIGHTERS バトルDEパラダイス
  - KOF MAXIMUM IMPACTシリーズ
- ATHENA 〜Awakening from the ordinary life〜
- SNK GALS' FIGHTERS
- 頂上決戦 最強ファイターズ SNK VS. CAPCOM
- CAPCOM VS. SNK 2 MILLIONAIRE FIGHTING 2001
- Days of Memoriesシリーズ
- SNKギャルズパニックシリーズ
- ATHENA・ON・STAGE
- NEOプリント
KOF'96の麻宮アテナが、説明キャラクターとして起用されている。
- ヴァルキリーコネクト
- パズル&ドラゴンズ
- クラッシュフィーバー
- SNKヒロインズ 〜Tag Team Frenzy〜

### 背景出演
- ザ・キング・オブ・ファイターズ'94RE-BOUT
KOF2000のアナザーストライカー（アテナ）が出演。
- アテナ フルスロットル
- 大乱闘スマッシュブラザーズ SPECIAL
DLCステージのKOFスタジアムにてアテナが背景に出演。登場はランダムだが、「サイコソルジャーのテーマ」（歌：小寺可南子）がBGMとなっている場合は常時出現する。スピリットとしても登場。

## キャスト

### 担当声優
- るしゃな（サイコソルジャー）[注 7]
- 清水香織（サイコソルジャー主題歌の歌唱、ファミリーコンピュータ版サイコソルジャー特典のカセットテープの冒頭メッセージ）
- 福井玲子（KOF'94）
- 長崎萠（KOF'95）
- 弓雅枝（NEO・GEO-CD SPECIAL）
- さとう珠緒（KOF'96〈CDドラマ版含む〉、NEO・GEO DJ Station、NEOプリント）
- 栗栖ゆきな（KOF'97、KOF京）
- 池澤春菜（ゲーム『ATHENA Awakening From the Ordinary Life』、『KOF'98』以降のゲーム作品、アニメ『THE KOF FIGHTERS:DESTINY』）
- リリー・コング（『KOF MI』英語版）

### 担当俳優
- 石橋けい（実写作品『ATHENA -アテナ-』）

## バーチャルYouTuber
『KOFオールスター』プロモーションの一環として、2018年8月3日よりYouTubeでバーチャルYouTuberとしてデビューした。動画は毎週金曜日20時にアップロードされる。
- 諸事情により2018年12月14日の投稿が休みになり、同年12月21日の追記にて、年末年始を迎えるにあたってVTuber麻宮アテナの活動が一旦休止することになった。再開時期などは未定。

## 関連人物
- アテナ姫 - 先祖
- 椎拳崇 - アテナと同じく屍愚魔と戦う使命を持つ「二人の光戦士」の1人。『KOF』以降は、チームメイト・修行仲間かつ友達以上で恋人未満。
- 鎮元斎 - 師匠
- 包 - 後輩
- 桃子 - 後輩
- 渡部薫 - ファン
- 四条雛子 - 『KOF 2003』女子高生チームのチームメイト
- まりん - 『KOF 2003』女子高生チームのチームメイト
- ジョン・フーン - 追っかけ
- 不知火舞 - 『KOF XV』『KOF R-1』でのチームメイト
- ユリ・サカザキ - 『KOF XV』『KOF R-1』でのチームメイト
- 春日野さくら - SNKとのクロスオーバーシリーズにて、仲の良い対戦相手、友人。
- 草薙京 - 友人?・バンド・オブ・ファイターズ仲間
- 八神庵 - バンド・オブ・ファイターズ仲間
- テリー・ボガード - バンド・オブ・ファイターズ仲間
- ナコルル - バンド・オブ・ファイターズ仲間
- ミニョン・ベアール - ライバル視されている
- 柏崎理香 - アドベンチャーゲーム『ATHENA』での親友
- アシーネ - 麻宮アテナをモデルとしたキャラクター